# Antitypus
Antitypus là một chi bọ cánh cứng trong họ 
Elateridae.
Chi này được miêu tả khoa học năm 1882 bởi Candèze.

## Các loài
Các loài trong chi này gồm:
- Antitypus insignitus Fairmaire & Germain, 1860
- Antitypus insignitus (Fairmaire, 1860)